# Neolítico precerámico A
El Neolítico Precerámico A (o PPNA, abreviatura del inglés 'Pre-Pottery Neolithic A') es una de las fases del Neolítico en Oriente Próximo, establecida a partir de la estratigrafía del yacimiento de Tell es-Sultan en Jericó por Kathleen Kenyon durante las excavaciones entre 1952 y 1958. Abarca más de un milenio entre el final del XI milenio a. C. y el principio del IX milenio a. C. No es una cultura homogénea, sino que se divide en varias entidades cronológicas y regionales del Levante meridional y septentrional: khiamiense, sultanianas, mureybetiana en particular. El horizonte del PPNA puede incluir también yacimientos contemporáneos en regiones vecinas (sudeste de Anatolia, Chipre, norte de Irak).
En la continuidad del Natufiense, al que sucede, es una fase caracterizada por una mayor sedentarización de las comunidades humanas, viendo el desarrollo de aldeas más grandes, nuevas formas de arquitectura doméstica y edificios comunitarios, así como conjuntos monumentales que pueden haber tenido una función ritual (Göbekli Tepe). Desde el punto de vista de las estrategias de subsistencia, el PNAE ve los inicios del desarrollo de la agricultura y la ganadería, que se detectan en sus últimos siglos. Se trata, pues, de la primera fase de la neolitización, un largo período de transición entre las culturas de los cazadores-recolectores y las de los primeros agricultores, aunque se pueda discutir su carácter «neolítico», ya que no hay pruebas concluyentes de que el proceso de domesticación se haya completado durante este período.

## Cronología
El PPNA se desarrolla aproximadamente en el X a. C., con fechas precisas que varían entre los sitios y los estudiosos. Basándose en varios trabajos sobre el Levante, K. Wright propone un lapso de tiempo entre 10.040 y 8940 a. C. calibrados (equivalente a 11.990 a 10.890 AP calibrados y 10.250 a 9600 AP C14).
Si tenemos en cuenta todos los aspectos que caracterizan a las comunidades humanas de este periodo, no existe una verdadera ruptura con el periodo anterior, el Natufiense. Además, el Khiamiense ha sido considerado durante mucho tiempo como una fase de transición entre los dos períodos y solo recientemente se ha integrado en el PPNA.
La transición del PPNA al PPNB sigue siendo muy poco clara. Muchos yacimientos siguieron estando ocupados, como Jerf el Ahmar, donde se ha identificado una fase de transición. Además, después del 8700 a. C., se observa una persistencia de ciertos aspectos de la PPNA en el sur del Levante (herramientas, arquitectura...); según E. Banning, este periodo duró hasta el 8500-8350 a. C.

## Extensión y subdivisiones

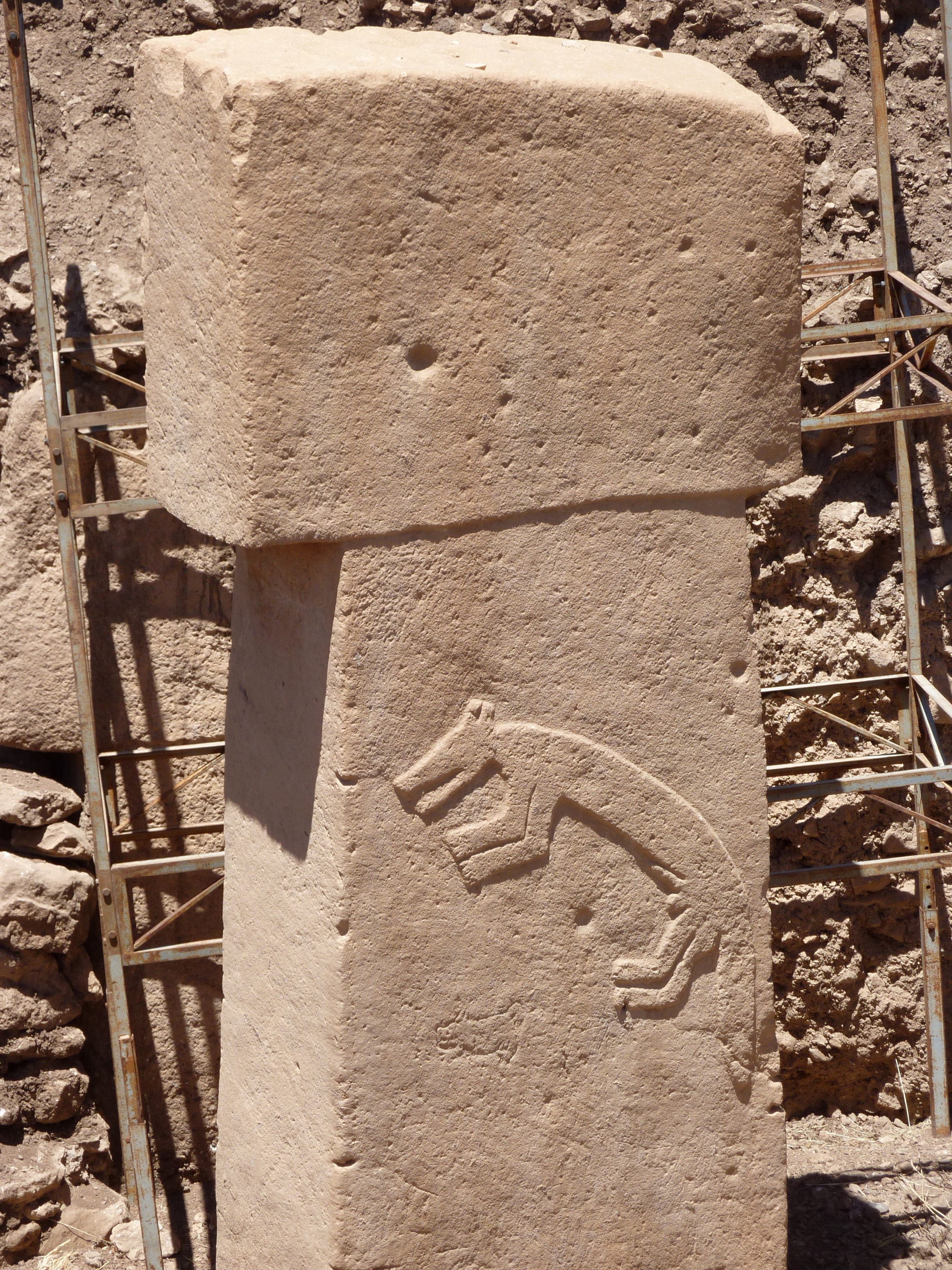
Uno de los pilares del yacimiento de Göbekli Tepe.

El PPNA es en gran medida una continuación del Natufiense, compartiendo la mayoría de sus rasgos, y como no hay pruebas definitivas del cultivo de plantas y la domesticación de animales durante este periodo, se puede considerar que la designación «Neolítico» era una convención cronológica, pero no implicaba que su economía y sociedad fueran realmente neolíticas, lo que implica una culminación del proceso de domesticación. Además, la extensión precisa es difícil de definir, ya que depende de los criterios elegidos (arquitectura, prácticas funerarias, herramientas de roca tallada, etc.). En cualquier caso, el PPNA  no constituye un conjunto homogéneo y resulta práctico distinguir varios horizontes culturales.
Estas variantes regionales se han definido en función de las diferencias de arquitectura o de los tipos de objetos encontrados (puntas de flecha, por ejemplo):
- El Khiamiense, llamado así por el emplazamiento de la terraza de El Khiam en el desierto de Judea, es una fase de unos 400 a 700 años según las cronologías, que sucede al natufinese tardío. Se puede identificar, en particular, por la presencia de «puntas de el Khiam» y de varios tipos de microlitos, y está atestiguado especialmente en el norte de Levante (en particular Mureybet, c. 9700-9300 a. C. según la cronología establecida en el yacimiento). Se produjo el crecimiento de las aldeas, con una evidencia muy limitada de la agricultura.[2]

- El Sultaniense, llamado así por el emplazamiento de Tell es-Sultan, es decir, Jericó, está atestiguado en el Levante meridional, donde sucede al Khiamiense (c. 9500-8500 a. C.),[7][8] con, entre otros, los sitios de Jericó, Netiv Hagdud, El Khiam, Hatoula, Nahal Oren.
- El Mureybetiano abarca el norte de Levante, especialmente el valle medio del Éufratess donde se define a partir de varios niveles de Mureybet, se extiende desde aproximadamente el 9300 al 8600 a. C. Además de este yacimiento, esta variante regional se encuentra en Tell Abr y Jerf el Ahmar.
- En el Levante central, el Aswadiano se definió en su día, a partir del yacimiento de Tell Aswad en Damasco, como una facies del PPNA, pero resultó que hubo que suprimirlo porque los niveles en cuestión eran del PPNB.[9]
- En el sureste de Anatolia, en las estribaciones de los montes Tauro, el desarrollo de los yacimientos de Çayönü, Göbekli Tepe, Hallan Çemi y Körtik Tepe se sitúa cronológicamente en el PPNA, sin ninguna designación regional específica; sin embargo, esta terminología no se utiliza para Anatolia Central.[10]
- En Chipre, los sitios asociados con el horizonte PPNA incluyen Ayia Varvara-Asprokremnos y Ayios Tychonas Klimonas.[11]
- Más al este, en el norte de Irak, los primeros asentamientos de esta región, como Nemrik, podrían incluirse en el Neolítico Precerámico A.[12]

¿Cuáles son los vínculos entre estos diferentes espacios y pueden considerarse como un mismo conjunto? Una cierta forma de unificación cultural a escala del Levante parece existir ya en el periodo natufiese, y permite prever la existencia de una koinè caracterizada por la vida sedentaria con poblados de casas circulares, mobiliario de molinería, arte figurativo y vajillas de piedra. Al menos puede extenderse al Djézireh de Irak si no al Zagros.

## Asentamientos y arquitectura

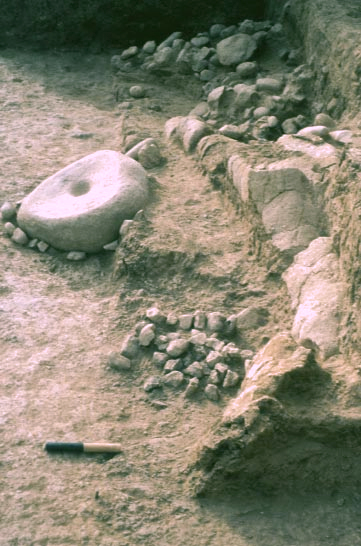
Restos de un edificio circular en Gesher (Israel)

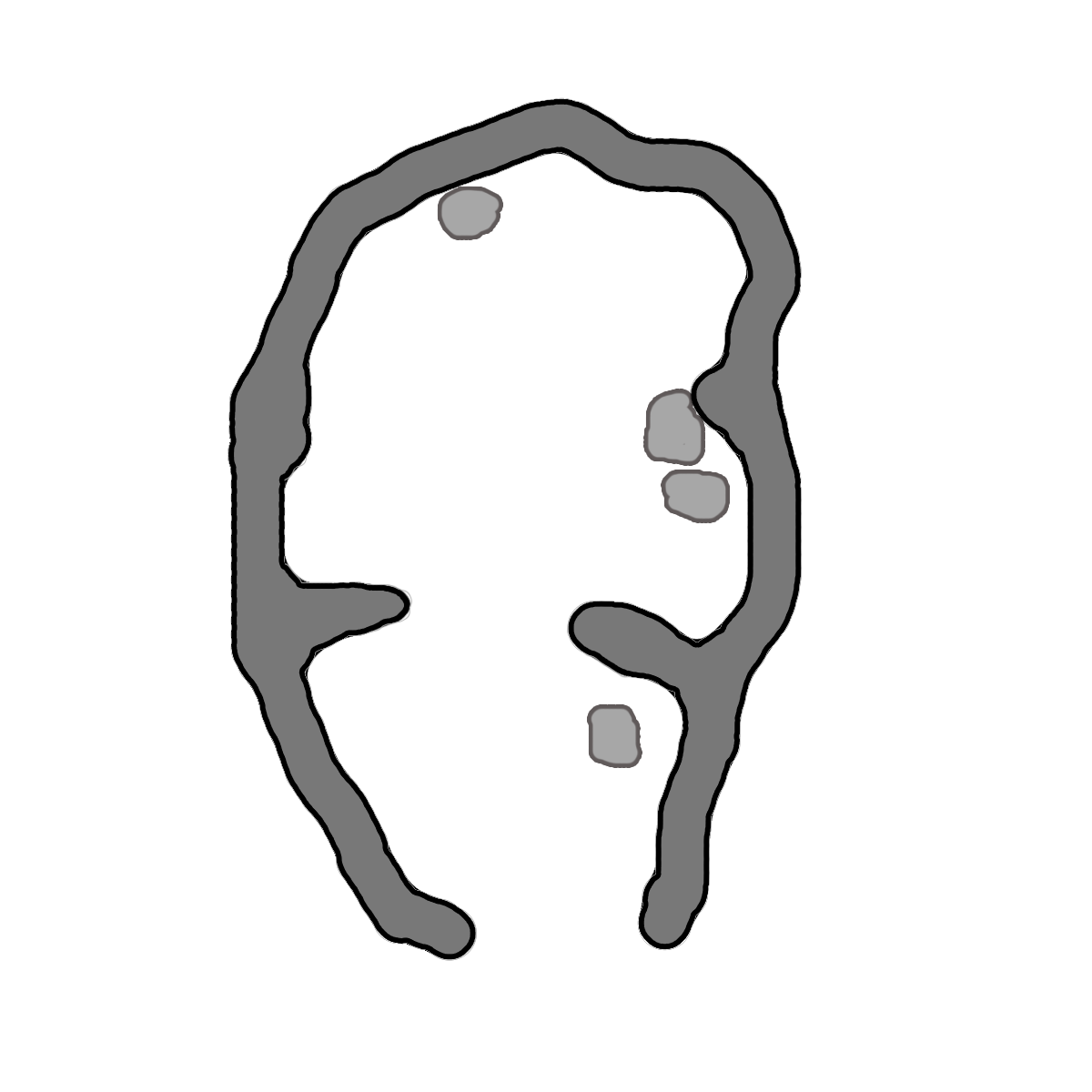
Plano de una típica casa circular del PPNA.

Los asentamientos del PPNA muestran una fuerte sedentarización de las comunidades en la continuidad del Natufiense, pero los emplazamientos son más grandes, las técnicas de construcción más elaboradas y aparecen edificios comunitarios.
El crecimiento de los emplazamientos de los asentamientos es muy marcado desde el inicio del PPNA: pueden alcanzar entre 1,5 y 2,5 hectáreas, es decir, entre cinco y diez veces más que laos asentamientos de los natufienses. Los yacimientos del Levante meridional se sitúan preferentemente en las zonas bajas de los bordes de los valles costeros y del valle del Rift del Jordán; se asocian a yacimientos temporales situados más arriba en las laderas. Los sitios más grandes, como Jericó y Netiv Hagdud, tienen entre 1,6 y 2 ha. y contaban con quizás hasta 200 habitantes. El crecimiento de los asentamientos es más marcado en el norte del Levante, con sitios como Jerf el Ahmar que se expandieron rápidamente. Los asentamientos se desarrollaron especialmente a lo largo del río Éufrates, separados por 20-25 kilómetros entre sí.
Sin embargo, la disposición de las casas no cambió. Las casas circulares se siguen encontrando en este periodo. En Körtik Tepe, en el sur de Turquía, miden entre 2,3 y 3,8 m de diámetro, el suelo es de tierra endurecida, las paredes son delgadas y de piedra. Algunas casas están aisladas entre sí, otras están adosadas. Estas casas están semienterradas, aunque mucho menos que en el periodo anterior, al menos en los yacimientos mureyanos. Esta evolución estaría ligada a un mejor dominio de las técnicas de construcción de muros y al uso del salvados de los cereales como desgrasante en estos últimos. Por lo tanto, estas construcciones eran más elaboradas y requerían una mayor inversión en construcción que en el periodo anterior.
Los hábitats incluyen espacios abiertos con chimeneas y piedras de moler, lo que implicaría prácticas culinarias colectivas. También se han identificado silos de ladrillos de arcilla en yacimientos de este período.

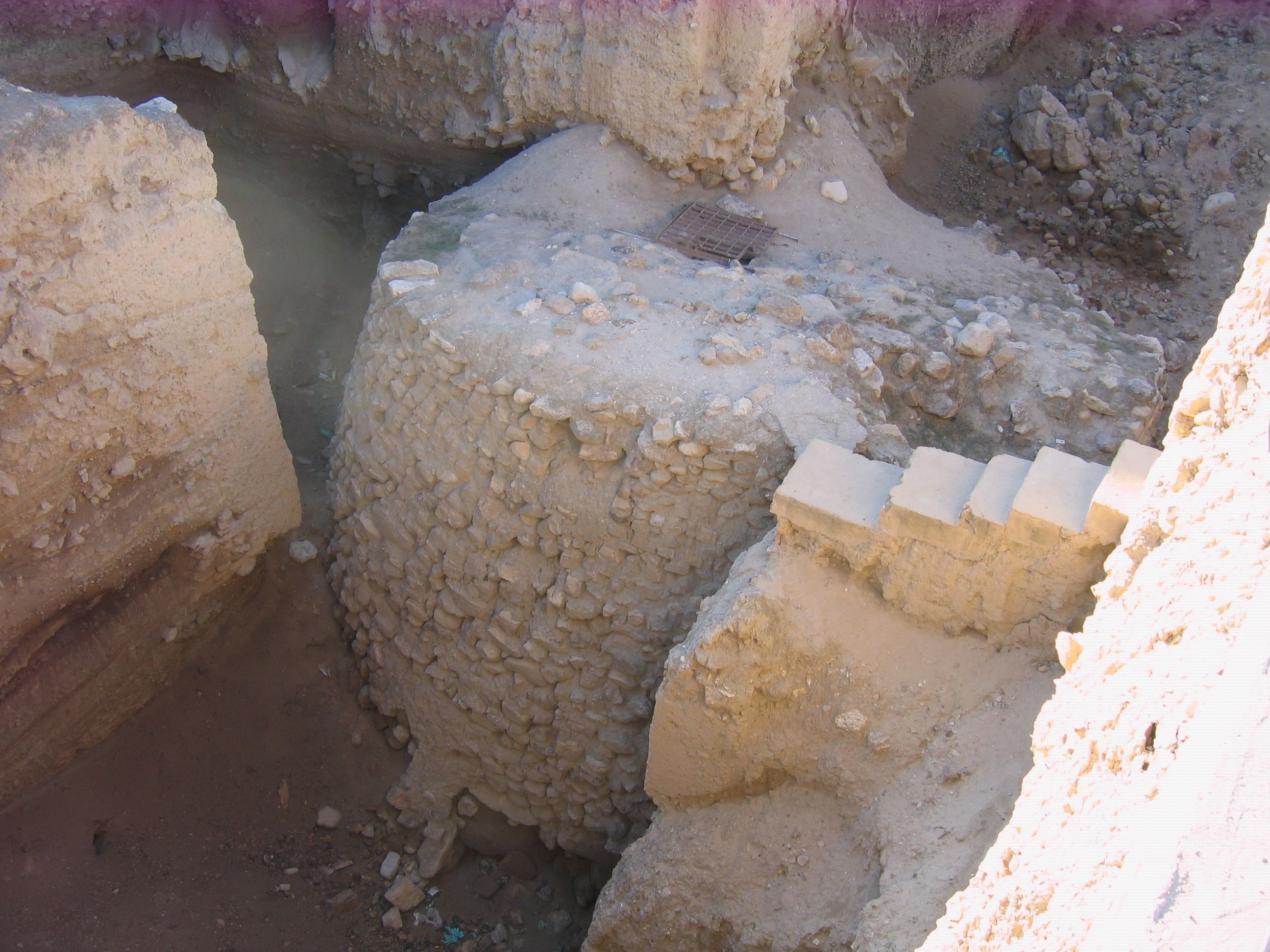
La Torre de Jericó

Las estructuras de almacenamiento están presentes en casi todos los yacimientos. Algunos asentamientos se caracterizan por sus estructuras monumentales. A esta época se atribuyen la muralla y la Torre de Jericó, de unos 8 metros de altura. La fase más temprana del yacimiento de Göbekli Tepe también se atribuye al PPNA o al PPNB temprano. Se caracteriza por sus estructuras circulares de 10-15 metros de diámetro, que consisten en uno o más raramente dos círculos concéntricos de pilares.de piedra en forma de T y dos pilares más grandes en el centro. La naturaleza de estas estructuras y del yacimiento en general sigue siendo debatida (santuario y/o asentamiento). La estructura O75 del yacimiento 16 de Wadi Faynan, en Jordania, es otro tipo de edificio comunal situado en un contexto preagrícola, en un sentido no determinado.
El fin del PPNA y el paso al PPNB corresponde a la transición a las casas rectangulares con poco o ningún espacio subterráneo y al desarrollo de edificios polivalentes totalmente subterráneos que siguen siendo circulares. En Tell Abr 3, el edificio comunitario tiene entre 10 y 12 metros de diámetro, está enterrado a 1,55 metros bajo el nivel del suelo y está rodeado por un banco, lo que confirma su uso como lugar de reunión.
En Mureybet y Jerf el Ahmar, los asentamientos parecen estar organizados en torno a una estructura de este tipo. En esta última, una estructura destaca por varias de sus características: se trata de un edificio circular semienterrado cuyos postes centrales eran de madera importada. A lo largo de la pared había un banco, y en este espacio también se erigieron varias estelas ornamentadas. Durante la excavación, se encontró un depósito de escápulas de uros en el interior del banco, y se descubrió un depósito de hojas líticas de sílex en una de las paredes. Las losas que cubren el suelo y los postes centrales estaban ornamentados. El desgaste del banco demuestra que la gente se sentaba regularmente en él, confirmando la interpretación de esta estructura como espacio de reunión.

## Subsistencia

### Cultivo de plantas y domesticación de animales

Localización de los focos identificados de cultivo de cereales en Oriente Próximo: preagricultura (cursiva) y cultivo morfológico (derecha).

Hasta el año 9500 a. C. aproximadamente, la población vivía exclusivamente de la caza, la recolección de recursos silvestres y, en algunas zonas, de la pesca. Ya en los últimos siglos del PPNA, los primeros experimentos de agricultura y domesticación de animales parecen comenzar a desarrollarse en varias regiones, especialmente en el Corredor Levantino  para el cultivo de cereales.
Sin embargo, no hay pruebas concluyentes de la existencia de la agricultura en este período. La morfología de los cereales que se encuentran en gran número en los emplazamientos del PPNA es la de las plantas silvestres, no hay todavía ninguna forma "doméstica", quizás porque gran parte de la siembra se hace todavía a partir de cereales silvestres, cuya recolección es claramente todavía importante. Por lo tanto, a falta de un argumento decisivo, debemos basarnos en una serie de indicios que, si se combinan, hacen probable la existencia de la agricultura. G. Willcox ha identificado varios de ellos, especialmente a partir del análisis de los datos recogidos en Jerf el Ahmarː
- reducción del número de plantas recogidas a lo largo del tiempo, compensada por una mayor presencia de las plantas "fundadoras" de la domesticación (cebada, escanda, lentejas, guisantes, etc.);
- La presencia de «malas hierbas», que suelen crecer en los campos cultivados, es significativa en los lugares del PPNA;
- aumento del tamaño de los granos, que se considera un indicio de domesticación;
- la presencia de plantas «fundadoras» en lugares que se encuentran fuera de sus zonas naturales de crecimiento, por ejemplo, la planta del almidón en Zahrat adh-Dahra (Valle del Jordán), donde el clima es demasiado seco para que crezca de forma natural.
- Pruebas de la explotación de cereales a gran escala, señaladas en Jerf el Ahmar por la proporción dominante de plantas fundadoras en los niveles tardíos del yacimiento (más de la mitad de los residuos de grano y fruta), la aparición de instalaciones de molienda y almacenamiento de grano relativamente grandes, y el uso colectivo en varios casos, la chaff de cereales se utiliza masivamente en la arquitectura de tierra, lo que implica de nuevo importantes cosechas y finalmente, en relación con estas estructuras de almacenamiento, se identifican roedores que comían los deshechos.

### Alimentos consumidos
En cualquier caso, los yacimientos del PPNA han proporcionado una gran variedad de restos vegetales y animales que permiten reconstruir la dieta de las personas de este periodo. Los cereales presentes en estos pueblos son el centeno, la escanda, el farro, la cebada y la avena, todos en su forma silvestre. Las legumbres incluyen las lentejas, los guisantes, las almortas y la vicia. Estas son las plantas que potencialmente se cultivan en este momento. Además, se recogían pistachos, bellotas, almendras e higos (estos últimos posiblemente también cultivados). La pesca y la caza sirven de complemento, con la posible adición de especies domesticadas si se cree que están presentes desde este periodo. La caza mayor incluye gacelas, onagros, uros, íbices y carneros, jabalíes. La caza de aves también está atestiguada.

## Producciones materiales

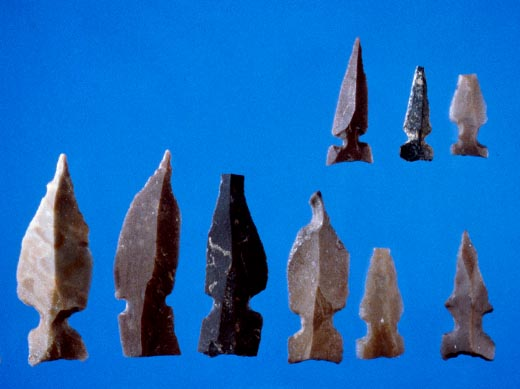
Puntas de flecha de sílex del yacimiento de Gesher, Israel.

Las rocas utilizadas en las herramientas talladas atestiguan la presencia de importantes redes de intercambio. La obsidiana de Göllüdağ, en Capadocia, circuló hasta el Levante desde el inicio del PPNA. El sílex se extrae en varias zonas, por ejemplo en Tell 'Abr 3. En este yacimiento, la variedad gruesa del sílex local se utiliza para fabricar azuelas y hachas, y la variedad de grano fino para el resto de las herramientas. El sílex y la obsidiana se cortaban en forma de hojas líticas. En Anatolia, los cortadores no dominaban la técnica de talla experimental. Al final del PPNA, apareció un nuevo método de corte: el lascado laminar naviforme. Permitió obtener cuchillas naturalmente lisas.
Las puntas de varios dimensiones eran una parte importante del utillaje.
Rápidamente aparecen varios tipos de puntas de flecha. En Tell 'Abr 3, encontramos puntas del tipo El Khiam, puntas con muescas y pedúnculo del tipo de punta Helwan, puntas con muescas distales, puntas con pedúnculo del tipo de punta Mureybet o puntas Jerf el Ahmar. En el mismo yacimiento, encontramos brocas y puntas utilizadas para perforar diferentes materiales, hojas retocadas o sin retocar, algunas con restos que indican su probable uso como hoces.
Muchas de estas herramientas talladas en roca estaban ajustadas, como indican los mangos tallados en piedra caliza y los mangos hechos de asta. La piedra también se utilizaba como material para pulidores, enderezadores de puntas de flecha, palos pulidos, material de molienda o vasos de piedra. Estos últimos son especialmente abundantes y de gran calidad técnica en los enterramientos de Körtik Tepe. Se caracterizan sobre todo por una decoración muy fina.
Por último, la piedra se utilizaba para fabricar hachas pulidas, presentes en las herramientas desde el periodo mureybetiano, y también cuentas y otros elementos de adorno.
El hueso y el cuerno se utilizaban para una gran variedad de herramientas, pero también para elementos ornamentales y decorativos. En el yacimiento de Körtik Tepe se han desenterrado numerosas placas de hueso (pero también de piedra) cubiertas con ricas decoraciones animales y geométricas.
Se explotaron otros recursos, por ejemplo el ocre en Ayia Varvara en Chipre. En el mismo lugar se han descubierto numerosas muelas para procesar el mineral.
Por último, hay otras técnicas y actividades de las que sólo hay rastros indirectos. Este es el caso del tejido: hay pruebas en Körtik Tepe del dominio de esta técnica desde este periodo. Lo mismo ocurre con las distintas técnicas de navegación. La ocupación de Chipre a partir de este periodo demuestra la presencia de barcos que podían cruzar sin dificultad las decenas de kilómetros que separan la isla del continente.

## Prácticas funerarias, rituales y «simbólicas»

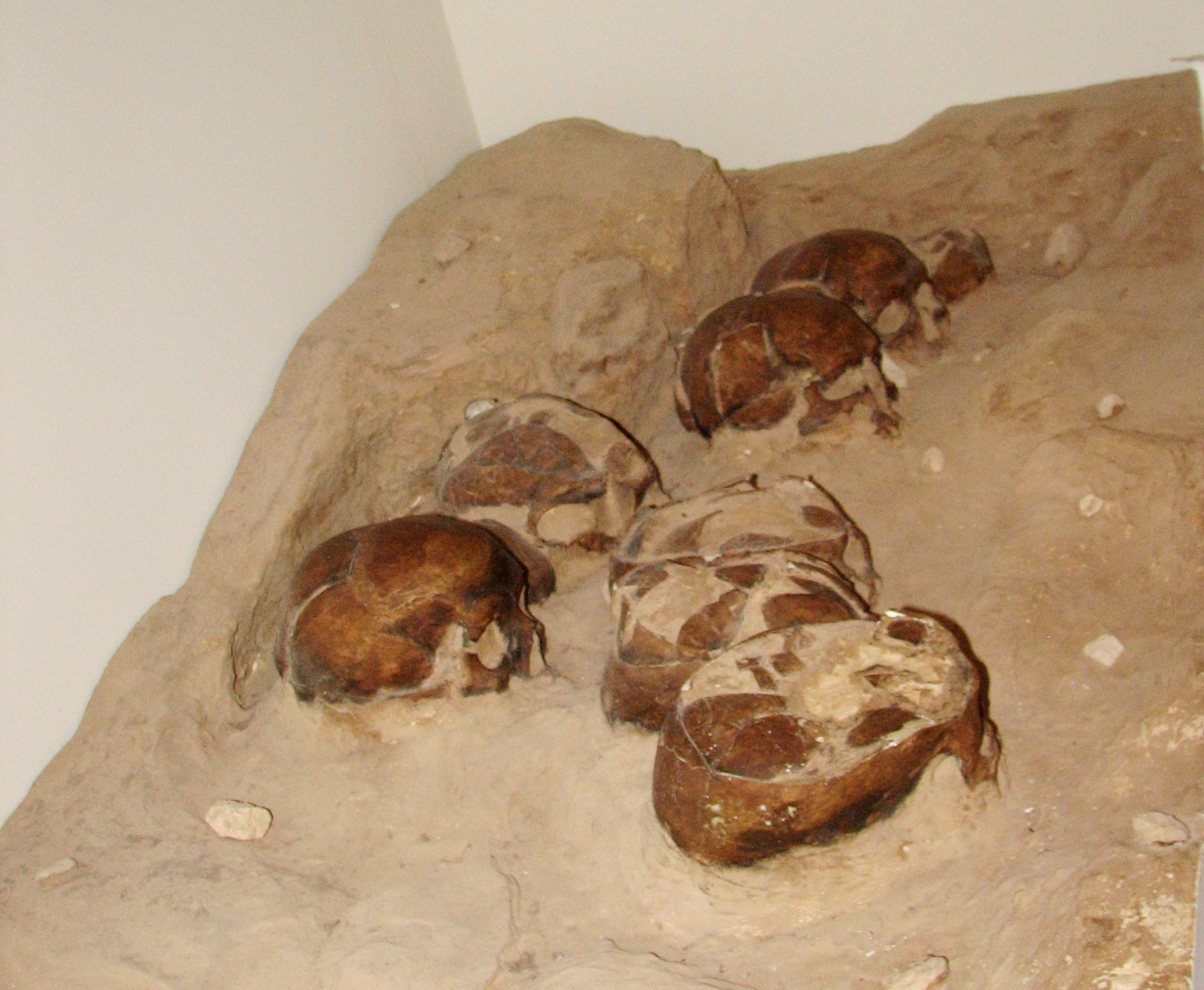
Reconstrucción de nueve cráneos humanos encontrados bajo el suelo de una casa en Jericó (Israel).

El entierro de los difuntos bajo el suelo de las casas es una práctica especialmente extendida. En Jericó, 279 entierros de este tipo fueron exhumados por Kenyon. Los cráneos de los fallecidos eran a menudo removidos, práctica ya atestiguada en el Natufiaense pero más frecuente en el PPNA.
En el yacimiento de Körtik Tepe se han excavado cientos de tumbas. Las tumbas se encontraban en el corazón del pueblo, debajo de las casas o en los espacios entre ellas. 
La mitad de los cráneos presentan huellas de corte, lo que atestigua la eliminación voluntaria de la cabeza de los enterrados poco después de la muerte. Los difuntos se colocaban en las tumbas y a veces se cubrían con yeso. También se han encontrado varios huesos humanos pintados.s La práctica de la decapitación post mortem, muy extendida en este periodo, se interpreta comúnmente como vinculada al culto a los ancestros, pero existen explicaciones alternativas, como que eran trofeos de guerra  o evidencia de sacrificios humanos. Muchas de las tumbas contenían artefactos. En todo el yacimiento de Körtik Tepe se han recogido miles de cuentas de piedra, concha y hueso, herramientas de sílex y obsidiana, materiales de molienda, cuencos de piedra, amuletos y otros objetos.
Además de las prácticas funerarias, el PPNA se caracteriza por la presencia de estructuras o elementos relacionados con las prácticas rituales. Este es el caso, por ejemplo, de la presencia de bucráneos en varios yacimientos, por ejemplo en Tell 'Abr 3. Sin embargo, el uso exclusivamente ritual de estos edificios comunitarios no está claro: es posible que se utilizaran para lo que llamaríamos ceremonias religiosas, pero también es posible que tuvieran diversos usos. Algunos son escépticos a la hora de identificar los edificios de este periodo como «santuarios».
Göbekli Tepe  es el caso más estudiado de estas construcciones que pueden haber tenido una finalidad ritual. Para la fase correspondiente al PPNA (nivel III), este yacimiento comprende un conjunto de recintos (cinco excavados hasta la fecha) de forma circular u ovoide con pilares en forma de "T" en su perímetro y en su centro, en los que están tallados animales y a veces partes de seres humanos. Su función exacta está por determinar, al igual que la dirección de los pilares y su imaginería. Según el equipo de excavación del yacimiento, se trataba de un santuario en el que se celebraban festividades colectivas que implicaban una «comunidad ritual» y el consumo de bebidas fermentadas durante un largo periodo de tiempo (ocupación de al menos medio milenio). A veces se propone que la necesidad de cereales para estas fiestas estimuló la intensificación de su consumo y los primeros experimentos agrícolas.
El análisis de la iconografía ha llevado a J. Cauvin a proponer una revolución de los símbolos a partir del periodo Khimianse: mientras que los natufienses privilegiaban las representaciones de animales en objetos utilitarios, los antiguos PPNA (por tanto, el último periodo constituido únicamente por cazadores-recolectores) se inclinaban más por las figurillas de arcilla que representaban animales y mujeres, y también practicaban el enterramiento de cráneos de toro. La mujer y el toro serían entonces representaciones de un principio femenino y otro masculino vinculados a la fertilidad. Esto reflejaría un cambio en el universo mental de las comunidades humanas, y estaría en el origen de los cambios que les llevaron a convertirse en agricultores y ganaderos. Aunque no necesariamente aceptadas, estas ideas han tenido un impacto importante en los estudios neolíticos.

## Organización social
La organización social de las comunidades PPNA sigue siendo desconocida y las propuestas que se han hecho al respecto siguen siendo muy conjeturales.
Estas comunidades eran al menos parcialmente sedentarias y vivían al menos una parte del año en un mismo lugar. Se suele suponer que son más sedentarios que durante la fase anterior, el Natufiense tardío. Pero hay claras continuidades con este último periodo. El hábitat sigue siendo pequeño, circular o semicircular, y alberga, en el mejor de los casos, una familia nuclear, si no unidades más pequeñas. El trabajo y el reparto de recursos parecen estar organizados en pequeños grupos. El modo de vida y la organización social parecen seguir siendo similares a los de las sociedades de cazadores-recolectores.
Entre los cambios sociales que han interesado a los arqueólogos, la división del trabajo entre hombres y mujeres ha dado lugar a diversas hipótesis. Se supone que con la transición a una economía agrícola, las actividades de moler el grano se hicieron más onerosas y recayeron principalmente en las mujeres. Esto parece confirmarse con el análisis de los esqueletos de este periodo, los de las mujeres parecen mostrar que a menudo permanecen en la posición agachada característica de este tipo de actividad. Sin embargo, otros estudios sugieren que tanto los hombres como las mujeres asumieron las nuevas tareas relacionadas con el establecimiento de la economía agrícola, y que la división del trabajo aún no era muy marcada. Esto puede indicar variaciones en diferentes lugares. Las muestras estudiadas siguen siendo demasiado limitadas en esta fase para tener más certeza.}
Las relaciones entre las comunidades parecen reflejar un intercambio pacífico, con la obsidiana circulando a grandes distancias, y también un intercambio cultural en cuanto a las similitudes en la arquitectura y el arte en una amplia zona. Aunque los esqueletos no muestran muchos traumas relacionados con la violencia, quizá sea exagerado considerar estas sociedades como pacíficas. Las armas generalmente asociadas a la caza bien pueden haber sido utilizadas para actividades bélicas.
Falta por saber si los restos arqueológicos indican una jerarquía significativa de la sociedad. Aunque las tumbas de Körtik Tepe muestran cierta riqueza, los objetos encontrados son de la misma naturaleza que en los yacimientos contemporáneos  y en todos los enterramientos es imposible distinguir un grupo que destaque por su riqueza, y por tanto por su supuesto poder. En Jerf el Ahmar, las diferencias entre las residencias podrían indicar distinciones sociales. En cualquier caso, la aparición de varias estructuras monumentales, en Jericó y Göbekli Tepe, o Wadi Faynan 16 y las construcciones comunales redondeadas de Jerf el Ahmar y Tell Abr 3, atestiguan la existencia de obras colectivas de una escala significativa y, por tanto, de una organización social que permitía la movilización de grandes grupos de individuos. Para O. Para Bar-Yosef, este fenómeno no puede entenderse sin la aparición de una autoridad «central», de jefes, y de una forma de cooperación entre grupos sociales, quizás basada en el parentesco.